# Tom Aldredge
Tom Aldredge (Dayton, 28 febbraio 1928 – Tampa, 22 luglio 2011) è stato un attore statunitense, cinque volte nominato ai Tony Award e vincitore di un Emmy.

## Biografia
Figlio di Lucienne Juliet e del colonnello dell'esercito USA W. J. Aldredge, si diplomò alla Goodman School of Drama della DePaul University. La sua attività è stata principalmente teatrale, fin dagli anni cinquanta: debuttò off Broadway nel 1957 con l'Electra e due anni dopo a Broadway in The Nervous Set.
Partecipò ad oltre 30 produzioni teatrali, tra cui "On Golden Pond" "The Litte Foxes" (con Elizabeth Taylor), "1776" "Into the Woods" e "Passion".
Dal 1972 in poi fu nominato 5 volte ai Tony Award.
Attivo anche in serie televisive e al cinema, vinse un Emmy Award nel 1978 per il ruolo in "Henry Winkler Meets William Shakespeare" della CBS.
Negli ultimi anni lo si ricorda ancora a teatro a Broadway nel ruolo del giurato numero 9 ne La parola ai giurati, e in tv, dove ha interpretato dal 2000 al 2007 il ruolo di Hugh De Angelis, padre di Carmela Soprano (moglie del protagonista Tony) nella pluripremiata serie televisiva I Soprano della HBO.
Sempre con la tv via cavo HBO è la sua ultima interpretazione, quella di Ethan Thompson, padre del protagonista Nucky nella serie Boardwalk Empire.
Aldredge è morto il 22 luglio 2011 a Tampa, Florida, all'età di 83 anni a causa di un linfoma.

## Filmografia parziale

### Cinema
- Che fatica essere lupi (Full Moon High), regia di Larry Cohen (1981)
- Seize the Day, regia di Fielder Cook (1986)
- Miracolo sull'8ª strada (Batteries Not Included), regia di Matthew Robbins (1987)
- Brenda Starr - L'avventura in prima pagina (Brenda Starr), regia di Robert Ellis Miller (1989)
- Ci penseremo domani (See You in the Morning), regia di Alan J. Pakula (1989)
- Tutte le manie di Bob (What About Bob?), regia di Frank Oz (1991)
- Le avventure di Huck Finn (The Adventures of Huck Finn), regia di Stephen Sommers (1993)
- Il giocatore - Rounders (Rounders), regia di John Dahl (1998)
- Le parole che non ti ho detto (Message in a Bottle), regia di Luis Mandoki (1999)
- Prima ti sposo poi ti rovino  (Intolerable Cruelty), regia di Joel ed Ethan Coen (2003)
- Ritorno a Cold Mountain (Cold Mountain), regia di Anthony Minghella (2003)
- L'assassinio di Jesse James per mano del codardo Robert Ford (The Assassination of Jesse James by the Coward Robert Ford), regia di Andrew Dominik (2007)
- Taking Chance - Il ritorno di un eroe (Taking Chance), regia di Ross Katz (2009)

### Televisione
- The Adams Chronicles – miniserie TV, 2 puntate (1976)
- I Soprano (The Sopranos) – serie TV, 23 episodi (2000-2007)
- Boardwalk Empire - L'impero del crimine (Boardwalk Empire) – serie TV, 5 episodi (2010-2011)

## Doppiatori italiani
Nelle versioni in italiano delle opere in cui ha recitato, Tom Aldredge è stato doppiato da:
- Dante Biagioni in Le parole che non ti ho detto, Taking Chance - Il ritorno di un eroe
- Arturo Dominici in Miracolo sull'8ª strada
- Mario Mastria in Tutte le manie di Bob
- Marcello Mandò in Le avventure di Huck Finn
- Sandro Sardone in Il giocatore - Rounders
- Pietro Biondi ne I Soprano
- Adolfo Fenoglio in Law & Order: Criminal Intent
- Antonio Paiola in Camouflage - Professione detective
- Gianni Musy in Prima ti sposo poi ti rovino
- Sergio Graziani in Damages
- Vittorio Congia in Game 6
- Ermanno Ribaudo in My Sassy Girl
- Vincenzo Ferro in Boardwalk Empire - L'impero del crimine